# Jack Bailey (cầu thủ bóng đá, sinh 1921)
Ernest John "Jack" Bailey (sinh ngày 17 tháng 6 năm 1921 và mất ngày 31 tháng 12 năm 1986 ở Bristol) là một cầu thủ bóng đá người Anh thi đấu ở vị trí hậu vệ trái. Ông có hơn 340 lần ra sân tại Football League trong những năm sau Thế chiến thứ hai.

## Sự nghiệp
Jack Bailey thi đấu ở địa phương cho BAC, Bristol Aeroplane Company, ở Bristol. Bob Hewison ký hợp đồng với Bailey vào tháng 12 năm 1944 từ BAC cho Bristol City.

## Danh hiệu
cùng với Bristol City
- Vô địch Football League Third Division South: 1954–55